# Міжнародний день сільських жінок
Міжнародний день сільських жінок (офіційними мовами ООН: англ. International Day of Rural Women; фр. Journée internationale de la femme rurale; ісп. Día Internacional de las Mujeres Rurales; рос. Международный день сельских женщин) – Міжнародний день ООН, встановлений резолюцією № 62/136 Генеральної Асамблеї ООН 18 грудня 2007 року, який відзначається щорічно 15 жовтня.

## Історія
Вперше Міжнародний день сільських жінок відзначався 15 жовтня 2008 року. У резолюції 62/136 Генеральної Асамблеї від 18 грудня 2007 року, яка офіційно оголосила цей день, визнається «найважливіша роль сільських жінок, в тому числі жінок, які належать до корінних народів, і їх внесок в прискорення розвитку сільського господарства і сільських районів, підвищення продовольчої безпеки та подолання зубожіння в сільських районах».

## Сільські жінки: статистика
Сільські жінки, головним джерелом існування яких є природні ресурси і сільське господарство, складають більше чверті всього населення планети. У країнах, що розвиваються, сільські жінки складають приблизно 43 відсотки сільськогосподарської робочої сили, і на них покладена основна відповідальність за забезпечення продовольчої безпеки, так як вони виробляють, переробляють і готують велику частину продовольства.
В Україні з проживаючих 22,8 млн. жінок, 7 млн. (30,5%) жінок проживають у сільській місцевості.

## Теми Міжнародного дня сільських жінок

### Теми Міжнародних днів сільських жінок
- 2009: Покращення життя: сільська жінка та світова безпека харчової промисловості (англ. Cultivating better lives: rural women and world food security) [Архівовано 12 серпня 2018 у Wayback Machine.]
- 2010: Інвестування в сільських жінок сприяє забезпеченню продовольчої безпеки  (англ. Investing in rural women contributes to food security)l
- 2011: Підтримка сільських жінок для боротьби з високими цін на продукти харчування (англ. Supporting Rural Women to Cope with High Food Prices) [Архівовано 17 жовтня 2017 у Wayback Machine.]
- 2012 – 2013 – 2014: Роль жінок у розвитку сільських районів, виробництві продуктів харчування та викорінення бідності (англ. The role of women in rural development, food production and poverty eradication) [Архівовано 16 жовтня 2017 у Wayback Machine.]  [Архівовано 30 жовтня 2017 у Wayback Machine.]  [Архівовано 16 жовтня 2017 у Wayback Machine.]
- 2015: Розширення можливостей сільських жінок через цілі сталого розвитку (англ. Empowering rural women through the Sustainable Development Goals, SDGs) [Архівовано 16 жовтня 2017 у Wayback Machine.]
- 2016: Розширення можливостей сільських жінок, забезпечення продовольчої безпеки та припинення бідності (англ. Empowering rural women, ensuring food security and ending poverty) [Архівовано 17 жовтня 2017 у Wayback Machine.]

### Тема Міжнародного дня сільських жінок 2017
Темою Міжнародного дня сільських жінок у 2017 році визначено: Виклики та можливості в кліматично сталому сільському господарстві для забезпечення гендерної рівності та розширення прав та можливостей сільських жінок та дівчаток (англ. Challenges and opportunities in climate-resilient agriculture for gender equality and the empowerment of rural women and girls). 
ООН, встановлюючи тему дня 2017 року, відзначала, що зміна клімату погіршує становище сільських жінок. Дискримінаційна політика чи соціальні рамки обмежують доступ жінок-фермерів до послуг в області землекористування, засобів ведення господарства, фінансування, водних ресурсів і енергетики, відповідної інфраструктури, технологій і знань. 
Зміна клімату також скорочує можливості для усунення гендерних розривів в сільському господарстві. Пріоритетом в області розширення прав і можливостей сільських жінок має стати забезпечення:
- гендерної складової стратегій в області кліматично сталого сільського господарства;
- збільшення включення жінок у володіння землею,
- доступу до фінансів для вкладення в ефективні засоби ведення кліматично сталого сільського господарства,
- доступу до інформації в області кліматично сталого сільського господарства,
- участі у виробничо-збутових ланцюжках в області кліматично сталого сільського господарства.

Визнання значного потенціалу сільських жінок у справі боротьби зі зміною клімату ґрунтується на тому, що:
- найчастіше саме жінки приймають рішення про використання ресурсів і інвестиціях в інтересах своїх дітей, сімей та громад;
- жінки змінюють політику і суспільство, виступаючи за надання суспільних благ в таких областях, як енергетика, водопостачання і санітарія, соціальна інфраструктура.

Це, в свою чергу, підтримує стійкість громад до зміни клімату і стихійних лих.
Систематичне усунення гендерних розривів в заходи по реагуванню на зміну клімату є одним з найбільш ефективних механізмів підвищення стійкості життя домашніх господарств, громад і держав. [Архівовано 2 лютого 2018 у Wayback Machine.]

## Сільські жінки після російського вторгнення в Україну

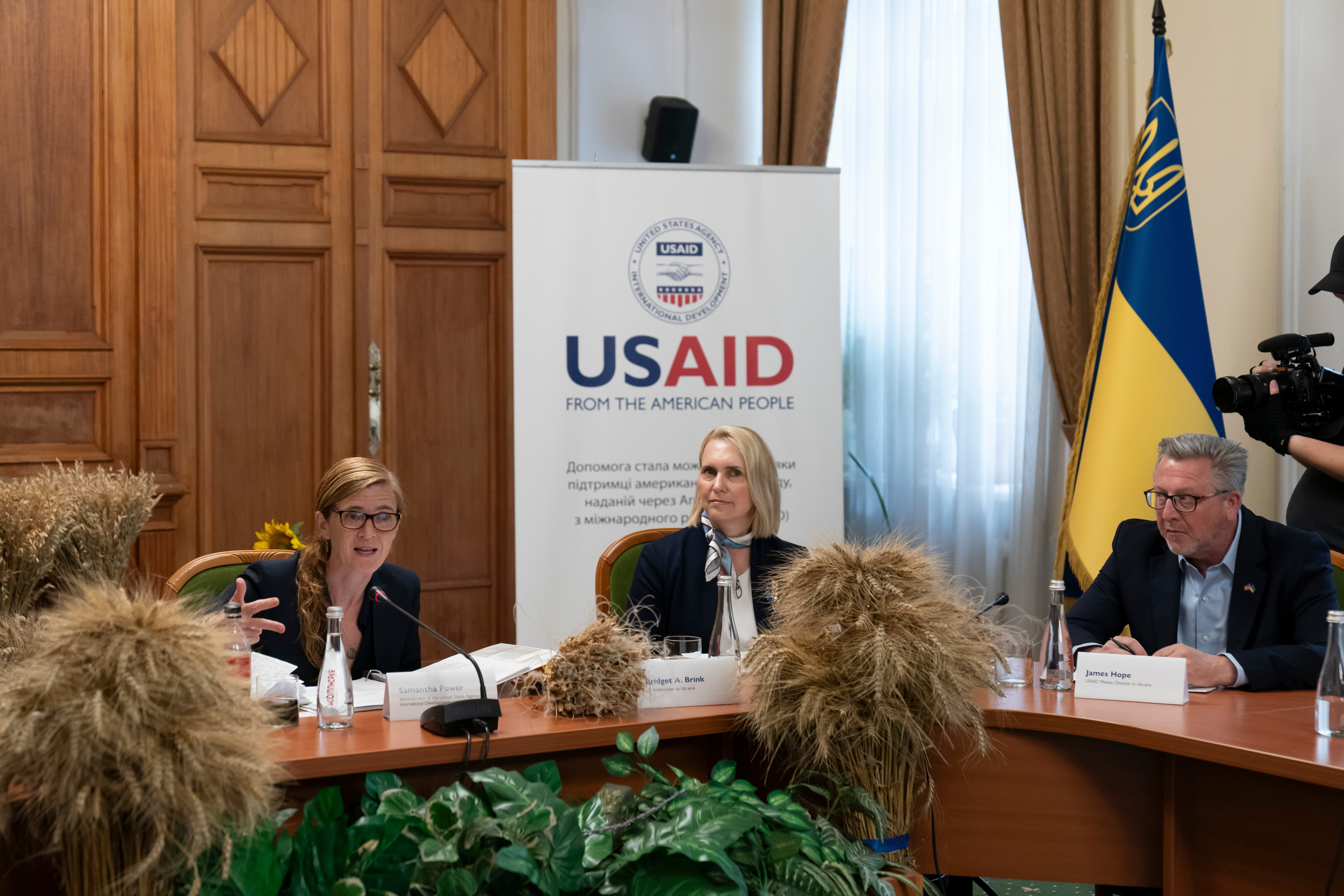
Адміністратор USAID Саманта Павер на зустрічі з українськими фермерами

Через війну в Україні зменшилася кількість чоловіків, працюючих в аграрному секторі, тому жінки частіше опановують нові сільськогосподарські професії, стають лідерками аграрних підприємств та управляють власним бізнесом.

 Станом на березень 2024 сільське господарство знаходилось на 10-му місці серед сфер, де найбільше жінок-керівників.
Міжнародні організації спільно з українським бізнесом та владою проводять заходи, спрямовані на допомогу сільським жінкам та їх залучення до реалізації цілей сталого розвитку. Серед них:
- Освітньо-грантова програма для розвитку жіночого фермерства «TalentA-2023»[7]
- Менторська програма «Empowering Women in Agrifood» за підтримки Європейського Інституту Інновацій та Технологій (EIT), спрямована на здобуття знань для розвитку та масштабування бізнесу[8]
- «Проєкт сприяння розвитку малого садівництва: підвищення інклюзивності жінок-фермерів» за участю Японського агентства міжнародного співробітництва (JICA)[9]
- Конкурс «Створено жінками», започаткований Франко-українською торгово-промисловою палатою (CCIFU), серед переможниць якого присутні засновниці агробізнесів[3]